# Polyommatus escheri

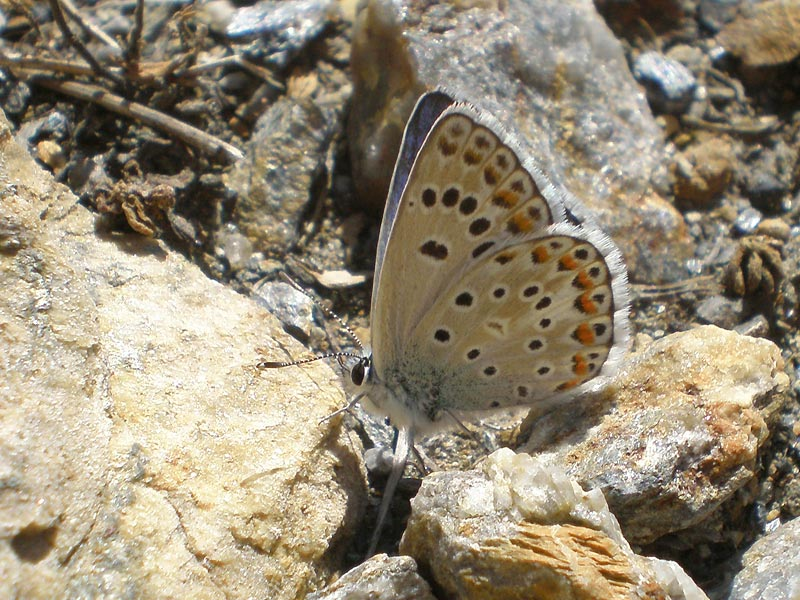
Polyommatus escheri

Polyommatus escheri é uma espécie de insetos lepidópteros, mais especificamente de borboletas pertencente à família Lycaenidae.
A autoridade científica da espécie é Hübner, tendo sido descrita no ano de 1823.
Trata-se de uma espécie presente no território português.